# Gliese 758
Gliese 758 là một ngôi sao trong chòm sao Thiên Cầm phía bắc. Ở khoảng 6 độ, đó là một thách thức khi nhìn bằng mắt thường ngay cả trong điều kiện nhìn rõ, nhưng có thể dễ dàng nhìn thấy qua kính viễn vọng nhỏ hoặc ống nhòm. Các phép đo thị sai từ nhiệm vụ Hipparcos cung cấp cho nó khoảng cách ước tính khoảng 51,4 năm ánh sáng (15,8 parsec) từ Trái đất.

## Tính chất
Đây là một ngôi sao giống như Mặt trời với 97% khối lượng Mặt trời và 88% bán kính của Mặt trời. Quang phổ phù hợp với phân loại sao của G8V, xác định nó là sao thứ tự chính loại G đang tạo ra năng lượng thông qua phản ứng tổng hợp hạt nhân của hydro ở lõi của nó. Nó đang tỏa năng lượng này vào không gian từ lớp vỏ ngoài của nó ở nhiệt độ hiệu quả là 5425  Ước tính tuổi của nó đặt vào khoảng 7,7 Lần8,7 tỷ năm tuổi, mặc dù một số phép đo cho nó tuổi thấp tới 720 triệu năm. Sự phong phú của các nguyên tố khác ngoài hydro và heli, thứ mà các nhà thiên văn học gọi là tính kim loại của ngôi sao, cao hơn 51% so với ở Mặt trời.

## Hệ thống
Vào tháng 11 năm 2009, một nhóm nhà thiên văn đã sử dụng thiết bị HiCIAO của Kính viễn vọng Subaru đã chụp hình một người bạn đồng hành quay quanh ngôi sao. Vật thể này, được chỉ định là Gliese 758 B, được ước tính có khối lượng khoảng 10-40 sao Mộc. Một đối tượng ứng cử viên thứ hai cũng được phát hiện, được chỉ định Gliese 758 C. Các nghiên cứu tiếp theo của hệ thống cho thấy phạm vi khối lượng của Gliese 758 b, cho thấy nó là bạn đồng hành với khoảng 30 đến 40 Sao Mộc đại chúng và tiết lộ rằng Gliese 758 C là một ngôi sao nền không liên quan về mặt vật lý với hệ thống Gliese 758. Mặt khác, một độ tuổi trẻ hơn được đề xuất từ nhóm sao động học.

## Quỹ đạo
Gliese 758 B nằm ở trên quỹ đạo lệch tâm với trục bán chính là 211+27
−13 đơn vị thiên văn và chu kỳ quỹ đạo là 96+21
−9 năm, trong đó có 9 đơn vị thiên văn của ngôi sao chủ của nó ở cách tiếp cận gần nhất.